# São João do Pacuí (kommun)
São João do Pacuí är en kommun i Brasilien.   Den ligger i delstaten Minas Gerais, i den sydöstra delen av landet, 400 km öster om huvudstaden Brasília. Antalet invånare är 4 066.
Följande samhällen finns i São João do Pacuí:
- São João do Pacuí

Omgivningarna runt São João do Pacuí är huvudsakligen savann. Runt São João do Pacuí är det mycket glesbefolkat, med 7 invånare per kvadratkilometer.